# Comic Relief
Comic Relief je britská charitativní organizace, která byla založena roku 1985 komediálním scenáristou Richardem Curtisem.
Jejím cílem je získávat finanční prostředky pro projekty podporující sociální spravedlnost a napomáhající boji proti chudobě. Každoročně pořádá akci nazvanou Red nose day.